# Bip Bop Bip Bop Bap
Bip Bop Bip Bop Bap  är en svensk kortfilm från 2005. Inspelad i Bygdeå/Sikeå-trakten, Västerbotten. Filmen är baserad på en sann historia som hände någon gång på 1980-talet.
Det är en helt vanlig morgon och pojken kliver på skolbussen. Han ser sin farfar som vanligt längst fram i bussen, hälsar och går sedan längst bak i bussen till några vänner. Helt plötsligt rasar farfar ihop och dör i bussen. Kaos utbryter, och pojken vet ej vad han ska ta sig till. I denna film möter vi pojken som vuxen, spelad av Per Morberg. Mannen (Per) vet ej vad han ska göra med sitt liv, han känner sig så ledsen för allt som hände den där morgonen. Plötsligt dyker han upp som barn, där Remi Lafvas spelar honom. Pojken har kommit för att hjälpa honom med sorgen, livet mm.
I filmen får vi också möta farmor, spelad av Harriet Andersson.
Filmen har visats på SVT 2 två gånger, en gång på hösten 2006, och på nationaldagen 2007.
- Regi/Manus/Producent: Johan Lundström
- Medproducent: Peter Lundgren/Vardag film
- Foto: Petrus Sjövik
- B-foto: Daniel Kask
- Produktionsledare: Johan Lundqvist
- Ljud: Jonas Lundberg
- Ljud ass: Johannes Oscarsson
- El: Peter Brännström
- El ass: Emil Edeholdt
- Scenograf: Viktor Lindgren
- Inspelningsledare: Jakob Arevärn
- Scripta: Jana Bringlöf Ekspong
- Stillbild: Johannes Rasch
- Catering: Elisabeth Åström, Ulrika Lundström

## Skådespelare
- Harriet Andersson
- Per Morberg
- Remi Lafvas